# 清河县
清河县，隶属于河北省邢台市，位于邢台市东部，北接南宫市，南濒临西县，西接威县，东临山东省夏津县。总面积502平方公里，距石家庄市约164公里。縣人民政府駐葛仙庄镇。

## 历史
汉朝为信成、清阳两县地，北齐为武成县，隋改清河县。
本縣是汉文帝皇后窦氏的籍貫，小说人物武松的家乡。

## 人口
根据第七次人口普查数据，截至2020年11月1日零时，清河县常住人口421582人。

## 行政区划
清河县下辖6个镇：
葛仙庄镇、连庄镇、油坊镇、谢炉镇、王官庄镇和坝营镇。

## 交通
- 铁路：京九铁路过境，设清河城站
- 公路： 308国道、 340国道过境。